# 斑鰭鈍尾鰕虎魚
斑鰭鈍尾鰕虎魚，為輻鰭魚綱鰕虎鱼目鰕虎亞目鰕虎鱼科鈍尾鰕虎魚属的其中一種，分布於西北太平洋區的日本及朝鮮半島海域，棲息在沙泥底質的水域，屬底棲性魚類，可做為食用魚。

## 扩展阅读
維基物種上的相關：斑鰭鈍尾鰕虎魚